# Georges Batault
Georges Batault né à Genève le 28 juin 1887 et mort le 3 février 1963 est un écrivain, historien et philosophe suisse d'expression française.

## Biographie
À la fois romancier et poète, Georges Batault s'intéresse aussi à la philosophie de l'histoire. Il est également connu pour ses ouvrages nationalistes et antisémites, de même que pour des ouvrages de critique littéraire portant notamment sur la « démagogie » de Victor Hugo. Il publie l'essentiel de son œuvre à Paris.
Pendant la Seconde Guerre mondiale, il se réfugie à Cagnes-sur-Mer. Jean-Louis Panicacci écrit à son sujet : « Il est contacté par l'ingénieur Claude Bourdet, replié à Vence, entre d'abord en contact à Cagnes-sur-mer avec l'écrivain royaliste Georges Batault, en désaccord avec l'Action française et dont le fils est gaulliste. Rencontre chez lui le capitaine polonais “Vincent” Jordan Rozwadowski, adjoint du général Kleeberg, qui lui demande de fournir à son réseau des renseignements économiques ».
À Paris, il demeure au 17, rue Marbeau, lieu dans lequel il cacha Jean Paulhan, lorsque celui-ci fut dénoncé comme juif par la femme de Marcel Jouhandeau en mai 1944.
Il épouse Eugénie Plekhanov (morte en 1964) qui lui donnera un fils, Claude Batault (1918-2008), diplomate et résistant français.

## Publications
- Les animaux malades de la peste, À l'enseigne du cheval ailé, Constant Bourquin, 1946.
- Comment la guerre a éclaté. D'après le Livre bleu britannique et le Livre jaune français, Union latine d'éditions, 1940.
- Le pontife de la démagogie, Victor Hugo, Plon, 1934.
- À la recherche des dieux. Le colloque avec Pan, Flammarion, 1926.
- Le problème juif, Plon-Nourrit et Cie, 1921.
- Apollon et Dionysos : leur vrai sens chez Nietzsche, Mercure de France, t. 76, n° 275, 1er décembre 1908, p. 435-444, 1908.
- L’Hypothèse du « Retour éternel » devant la science moderne, Revue philosophique de la France et de l’étranger, t 57, n° 2, p. 158-167, 1904.